# Gennes-sur-Glaize
Gennes-sur-Glaize ist eine Ortschaft und eine Commune déléguée in der französischen Gemeinde Gennes-Longuefuye mit 1.016 Einwohnern (Stand: 1. Januar 2022) im Département Mayenne in der Region Pays de la Loire. Die Einwohner werden Gennois genannt.
Die Gemeinde Gennes-sur-Glaize wurde am 1. Januar 2019 mit Longuefuye zur Commune nouvelle Gennes-Longuefuye zusammengeschlossen. Sie hat seither den Status einer Commune déléguée. Die Gemeinde Gennes-sur-Glaize war Teil des Arrondissements Château-Gontier und des Kantons Azé (bis 2015: Kanton Bierné).

## Geographie
Gennes-sur-Glaize liegt etwa 62 Kilometer westsüdwestlich von Le Mans. Umgeben wird Gennes-sur-Glaize von den Ortschaften Longuefuye im Norden, Grez-en-Bouère im Osten, Bierné-les-Villages mit Bierné im Südosten, Châtelain im Süden und Südosten, Azé im Westen sowie Fromentières im Nordwesten.

## Bevölkerungsentwicklung
| Jahr                      | 1793  | 1800  | 1876  | 1901  | 1962 | 1968 | 1975 | 1982 | 1990 | 1999 | 2006 | 2013 |
| ------------------------- | ----- | ----- | ----- | ----- | ---- | ---- | ---- | ---- | ---- | ---- | ---- | ---- |
| Einwohner                 | 1.200 | 1.100 | 1.137 | 1.032 | 800  | 743  | 801  | 759  | 739  | 790  | 937  | 986  |
| Quelle: Cassini und INSEE |       |       |       |       |      |      |      |      |      |      |      |      |

## Sehenswürdigkeiten

Kirche Sainte-Opportune

- Kirche Sainte-Opportune